# ميليكين (كولورادو)
ميليكين (بالإنجليزية: Milliken, Colorado)‏ هي بلدة تقع في مقاطعة ويلد، كولورادو بولاية كولورادو في الولايات المتحدة. تبلغ مساحتها 14.8 (كم²)، وترتفع عن سطح البحر 1448 م، بلغ عدد سكانها 2888 [6,159] نسمة في عام 2000 [2008] حسب إحصاء مكتب تعداد الولايات المتحدة .

## وصلات خارجية
- Town of Milliken
- The US50 - Cities and Towns in Colorado State
- Colorado Cities and Towns, Facts, Map, Flag, Colleges, Government, and More